# Sgurr a’ Mhàim
Sgurr a’ Mhàim (wymowa gaelicka: [ˈs̪kuːrˠ ə ˈvajm]) – szczyt w paśmie Mamores, w Grampianach Zachodnich. Leży w Szkocji, w regionie Highland. 